# ديف هانسن
ديف هانسن (بالإنجليزية: Dave Hansen)‏ هو سياسي أمريكي، ولد في 18 ديسمبر 1947 في غرين باي في الولايات المتحدة. حزبياً، نشط في الحزب الديمقراطي. وقد انتخب عضو مجلس ولاية ويسكونسن (3 يناير 2001 – ).

## وصلات خارجية
- الموقع الرسمي